# 방사성 선원

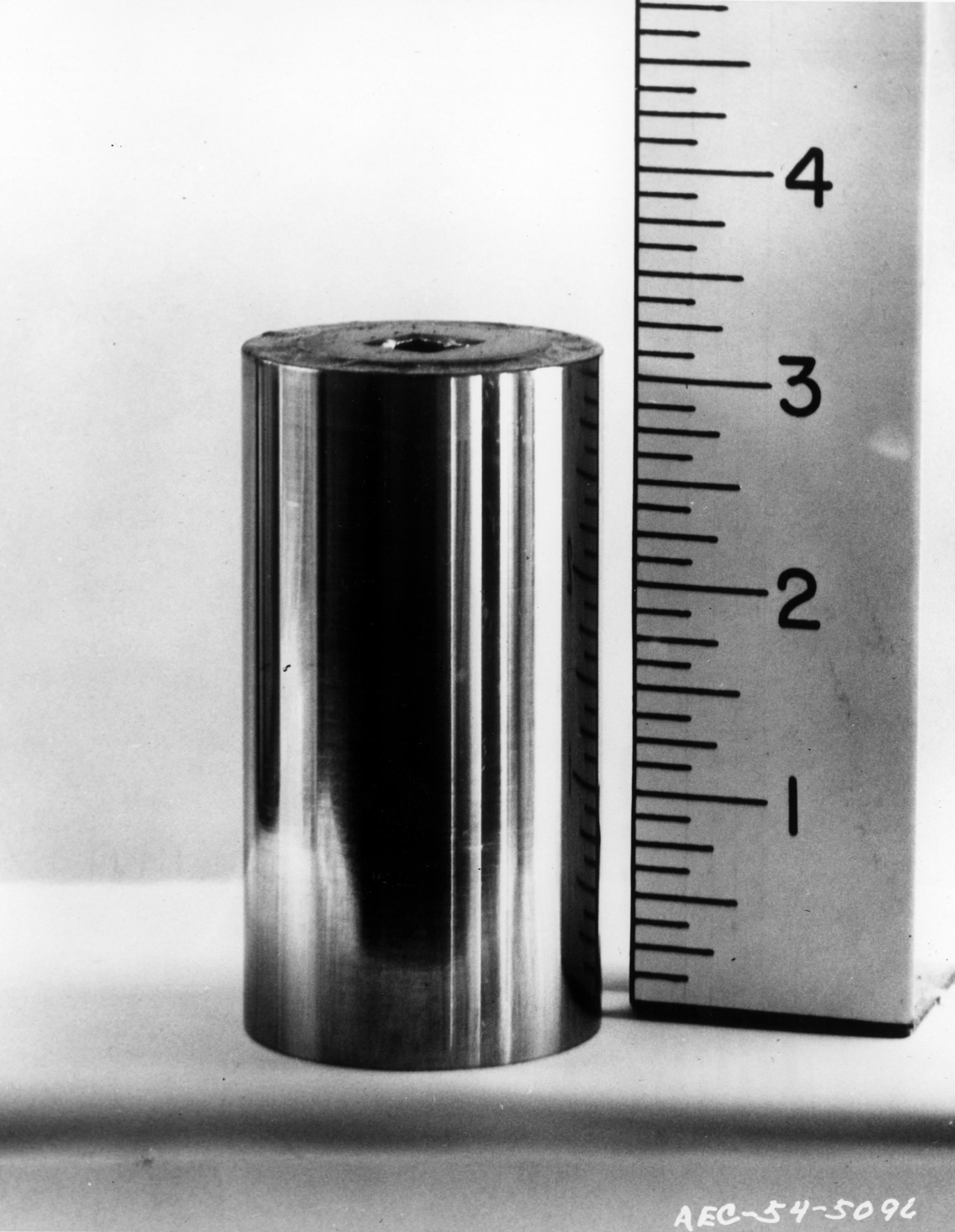
새롭게 밀봉된 세슘-137 방사선원이 최종 상태로 나타내는 모습

방사성 선원 또는 방사능원, 방사선원(Radioactive source)은 이온화 방사선, 일반적으로 방사선 유형 감마선, 알파 입자, 베타 입자 및 중성자 방사선 중 하나 이상을 방출하는 알려진 양의 방사성 핵종이다.
방사원은 방사선이 표적 물질에 중요한 이온화 기능을 수행하는 조사에 사용될 수도 있고, 방사 측정 프로세스 및 방사선 방호 장비의 교정에 사용되는 방사선 계측원으로 사용될 수도 있다. 또한 제지 및 철강 산업의 두께 측정과 같은 산업 공정 측정에도 사용된다. 방사선원은 용기에 밀봉되거나(고투과성 방사선) 표면에 증착되거나(약하게 침투하는 방사선) 유체에 있을 수 있다.
방사선원으로서 방사선 치료를 위한 의약 및 산업용 방사선 촬영, 식품 방사선 조사, 살균, 해충 구제 및 PVC 방사선 조사 가교결합과 같은 산업 분야에서 사용된다.
방사성 핵종은 방출하는 방사선의 유형과 특성, 방출 강도, 붕괴 반감기에 따라 선택된다. 일반적인 방사성 핵종에는 코발트-60, 이리듐-192, 스트론튬-90이 포함된다. 방사원 활동의 SI 측정량은 베크렐이지만, NIST가 SI 단위 사용을 강력히 권고함에도 불구하고 역사적 단위인 퀴리가 미국 등에서 여전히 부분적으로 사용되고 있다. 유럽 연합(EU)에서는 건강 목적을 위한 SI 단위가 필수이다.
방사선원은 일반적으로 그 활동이 유용한 수준 이하로 떨어지기 전까지 5~15년 동안 지속된다. 그러나 반감기가 긴 방사성핵종을 갖는 선원은 교정 선원으로 활용될 때 훨씬 더 오랫동안 사용될 수 있다.

## 같이 보기
- 가이거 계수기
- 이온화 방사선